# Alternative orange

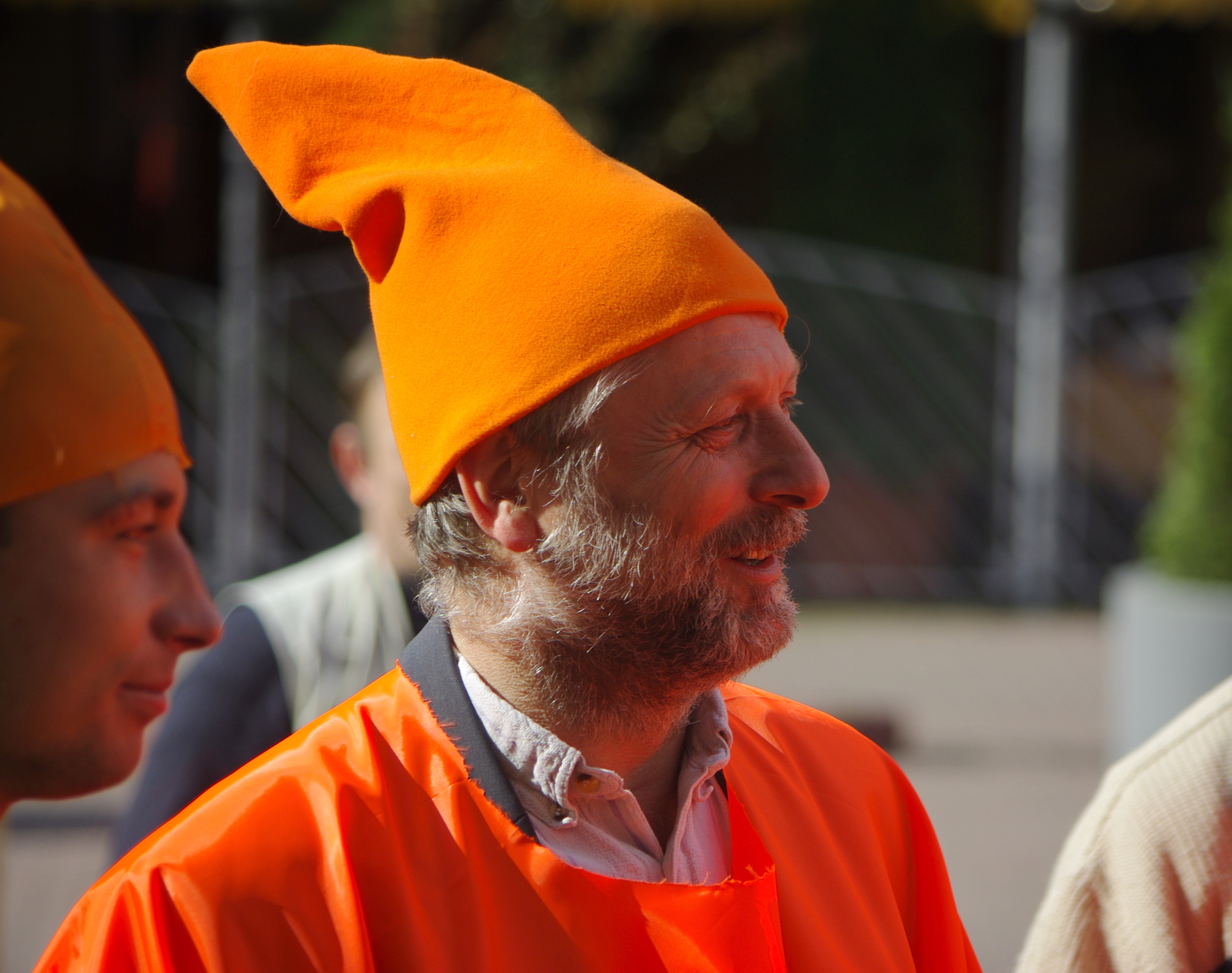
Waldemar Fydrych

Alternative Orange (Pomarańczowa Alternatywa) est le nom d’un mouvement souterrain anticommuniste, qui a été fondé en 1981 à Wrocław, une ville située dans le sud-ouest de Pologne, par Waldemar Fydrych, connu comme « Major » (railleur-usurpateur « Commandant de la Festung Breslau »). La naissance du mouvement est à chercher à Wrocław à l’aube des années 1980 au sein du mouvement étudiant. L'Alternative Orange, inspirée en partie par le mouvement hollandais « Provo », organisait des happenings, peignait des graffitis absurdes en forme de lutins sur les murs des villes et était un des éléments les plus pittoresques de l’opposition polonaise contre le régime communiste de la République populaire de Pologne.

## Éléments historiques
Particulièrement active durant la période 1987-1989, alors qu'une vague de protestations plus familières inondait la partie est de l’Europe, l’Alternative Orange apparaissait comme l’expression la plus pure du Surréalisme socialiste. À la différence des autres mouvements qui poursuivaient des buts nationalistes et économiques, l'Alternative Orange ne faisait pas de demandes explicites : elle adoptait une stratégie plus radicale, celle de défier directement la vérité d’État dans les rues. 
La démarche de l’Alternative Orange est à la fois d’ordre politique, artistique et culturel. Elle a pour finalité une esthétique de libération, prétend n’appartenir à aucun courant préexistant et se veut un mode d’expression libre destiné à rompre avec le normativisme social, culturel et politique dominant à l’époque en Pologne.
L’Alternative Orange s’inscrit dans la continuité du paysage artistique contestataire des années 1960-70 : pop art aux États-Unis (Le Living Theater), le San Francisco Mime Troup, le Bread and Puppet, etc.
L’originalité de cette expérience polonaise est qu’elle est intervenue à une époque où la société civile semblait avoir été chloroformée par la reprise en main politique du Parti communiste. La démarche de l’Alternative Orange, originale et dérangeante à la fois, a été de réveiller l’esprit critique de la société polonaise, société normalisée et lobotomisée à la suite de 40 ans de communisme, à la suite aussi de l’état de guerre. Il faut souligner la volonté déterminée d’aborder la res politica avec un regard empreint de dérision et de détachement. 
La référence au mouvement surréaliste et au dadaïsme est très nette. Que ce soit au niveau de la terminologie utilisée ou de la place donnée à l’acte spontané, toute la démarche des « Oranges » tend à montrer la place importante accordée à l’esthétique surréaliste. Cette dimension esthétique, en étroite symbiose avec la logique protestataire, concourt à inciter la jeunesse polonaise à rejeter le marasme et la grisaille ambiante et à refuser de céder à la tentation fataliste. 
Dans toutes ses actions, Alternative Orange bénéficiait d’une popularité et d'un soutien du peuple très importants (à certaines occasions, plus de 13 000 personnes participaient aux happenings). Cela était dû à sa façon de ridiculiser les autorités, habituées à ne servir à la population qu’une seule version de la Vérité et qui cette fois ci, confrontées à une nouvelle forme de protestation, ne savaient pas répondre.
Malgré des critiques initiales de la part du reste de l’opposition polonaise, qui craignait que les happenings de l’Alternative Orange salissent la réputation des mouvements d'oppositions polonais, son évident succès auprès du peuple qui appréciait de pouvoir exprimer sa volonté de contestation sans néanmoins être obligé d’assumer le style de vie d’un militant révolutionnaire, est parvenu à obtenir le soutien des opposants principaux du groupe « Paix et Liberté » et du Parti socialiste polonais.  
Après une interruption fin 1989, Alternative Orange reprend son activité en 2001 à l’occasion du happening « Le Lutin pour la Présidence », organisé au moment de l’élection présidentielle de Pologne et portant des slogans tels que « votez lutins – seuls les lutins peuvent sauver le pays ! »
En décembre 2004, Alternative Orange a activement pris part à la Révolution orange d'Ukraine, organisant des happenings en soutien à l'équipe du candidat Viktor Iouchtchenko.